# Cyprien Devilers
 (août 2014).
Si vous disposez d'ouvrages ou d'articles de référence ou si vous connaissez des sites web de qualité traitant du thème abordé ici, merci de compléter l'article en donnant les références utiles à sa vérifiabilité et en les liant à la section « Notes et références ».
Cyprien Devilers, né le 12 octobre 1974 à Charleroi, est un homme politique belge wallon, membre du Mouvement réformateur. Il est diplômé ingénieur de gestion de l'UCL Mons en 1999 et complète sa formation en management à la Vlerick Leuven Gent Management School en 2008.

## Parcours politique
En 2003, Cyprien Devilers est élu président des Jeunes MR de Charleroi, où il poursuit avec son équipe le développement de la présence des jeunes libéraux à Charleroi. Il sera également vice-président national et secrétaire politique des Jeunes MR de 2006 à 2009.
Aux élections communales de 2006, le MR obtient 14 des 51 sièges au Conseil communal de Charleroi et participe à la nouvelle majorité avec le PS et le CDH. Il obtient deux des onze sièges d'échevins.
Lors de ces élections, Cyprien Devilers est élu conseiller communal et préside la commission « Sécurité ». Il met notamment en œuvre un échange avec la ville de Liège qui débouche sur le redéploiement du système de vidéosurveillance de Charleroi. Il intervient également sur le respect de la neutralité philosophique par les enseignants dans le cadre de la problématique du port du voile, et sur la réflexion visant à développer un logement de qualité accessible aux jeunes des classes moyennes[réf. nécessaire].
En février 2012, Cyprien Devilers devient échevin de la propreté et de l'environnement, et entre dans le collège de Charleroi.
Lors des élections communales d’octobre 2012, il prête serment en tant qu’échevin chargé de l’environnement, de la propreté et du bien-être animal. Il devient également chef de file du Mouvement Réformateur au Collège communal.
Lors des élections régionales belges de 2014, Cyprien Devilers est élu député, au Parlement wallon et prête serment le 10 juin 2014. La législation en vigueur lui impose de choisir entre son mandat d'échevin et celui de député. Il choisit de poursuivre le travail entamé à Charleroi et de conserver son mandat local,,,.
En janvier 2014, Cyprien Devilers devient Président d'ORES Assets. Cette intercommunale est née de la fusion de huit gestionnaires de réseaux de distribution de gaz et d'électricité (IDEG, IEH, IGH, Intermosane, Interest, Sedilec, Simogel et Interlux). Dans le cadre de cette fonction, il travaille notamment à démontrer l'intérêt du gaz naturel comprimé (CNG).
Engagé pour l'avenir de Charleroi, Cyprien Devilers travaille au développement et à la valorisation des atouts de la métropole wallonne qu'il décrit comme une "ville d'opportunités, qui recèle beaucoup de potentialités.".
Lors des élections d'octobre 2018, tête de liste du Mouvement Réformateur, n'a pas atteint l'objectif améliorer le score de son parti à Charleroi. Relégué ensuite dans l'opposition, il abandonne ses fonctions politiques pour se consacrer davantage à sa famille et réorienter sa carrière professionnelle.